# Pinorésinol
Le pinorésinol est un lignane présent naturellement chez des plantes d'Extrême-Orient des genres Styrax et Forsythia suspensa, ainsi que dans les graines de sésame, les plantes du genre Brassica et l'huile d'olive. On le trouve également chez la chenille de la piéride de la rave, un papillon commun à travers toute l'Eurasie, comme défense contre les fourmis.